# Ladyfuzz
Ladyfuzz war eine britische Band.
Im Jahr 2007 war die Band für den FM4 Award, der im Rahmen der Amadeus Austrian Music Award verliehen wird, nominiert.

## Diskografie

### Alben
- 2006: Kerfuffle (Transgressive)

### Singles und EPs
- 2005: Oh Marie!
- 2005: Hold Up
- 2005: Monster
- 2005: Bouncy Ball
- 2006: Oh Marie
- 2006: Kerfuffle – The EP

### Kompilationsbeiträge
- 2003: What It's Worth zu The New Cross: An Angular Sampler